# Emil Lieber
Emil Lieber (* 2. November 1858 in Diez; † 9. März 1938 in Wiesbaden) war ein deutscher Jurist und Mitglied des Preußischen Abgeordnetenhauses.

## Leben
Emil Lieber war ein Sohn des Realschullehrers Christian Lieber und dessen Ehefrau Marie Elisabeth Dietrich.
Er absolvierte nach dem Abitur am Gymnasium Weilburg im Jahre 1876 an der Rheinischen Friedrich-Wilhelms-Universität Bonn und der Universität Leipzig ein Studium der Rechtswissenschaften.
Nach den beiden juristischen Staatsprüfungen kam er als Rechtsbeistand zur Landwirtschaftskammer Wiesbaden.
Lieber wechselte in die Justizverwaltung und wurde Amtsgerichtsrat beim Amtsgericht Wiesbaden.
In den Jahren von 1910 bis 1918 hatte er als Mitglied der Nationalliberalen Partei einen Sitz im Preußischen Abgeordnetenhaus, gewählt aus dem Wahlkreis 4 Wiesbaden.

## Auszeichnungen
- Geheimer Justizrat